# MiG-29K
MiG-29K (v kódu NATO: Fulcrum-D) je ruský víceúčelový palubní stíhací letoun generace 4++. MiG-29K (K jako „korabeľnyj“, v překladu „lodní“) je určen k ochraně seskupení vojenských lodí, vybojování vzdušné převahy, ničení hladinových plavidel, ale i pozemních cílů. Do své výzbroj letoun zařadila námořnictva Indie a Ruska.
Na začátku 90. let byly postaveny pouze dva prototypy MiG-29K, protože ruské námořnictvo preferovalo Su-27K (později přeznačený na Su-33). Mikojan pokračoval ve vývoji MiG-29K i přes nedostatek financování od roku 1992. Program dostal na konci 90. let impuls, když Indie požadovala po zakoupení bývalé sovětské letadlové lodi palubní stíhačku. Indie obdržela svůj první MiG-29K pro indické námořní letectvo v roce 2009. Ruské námořnictvo, jehož Su-33 se v roce 2010 blížily ke konci své životnosti, si také objednalo MiG-29K jako náhradu.

## Vývoj

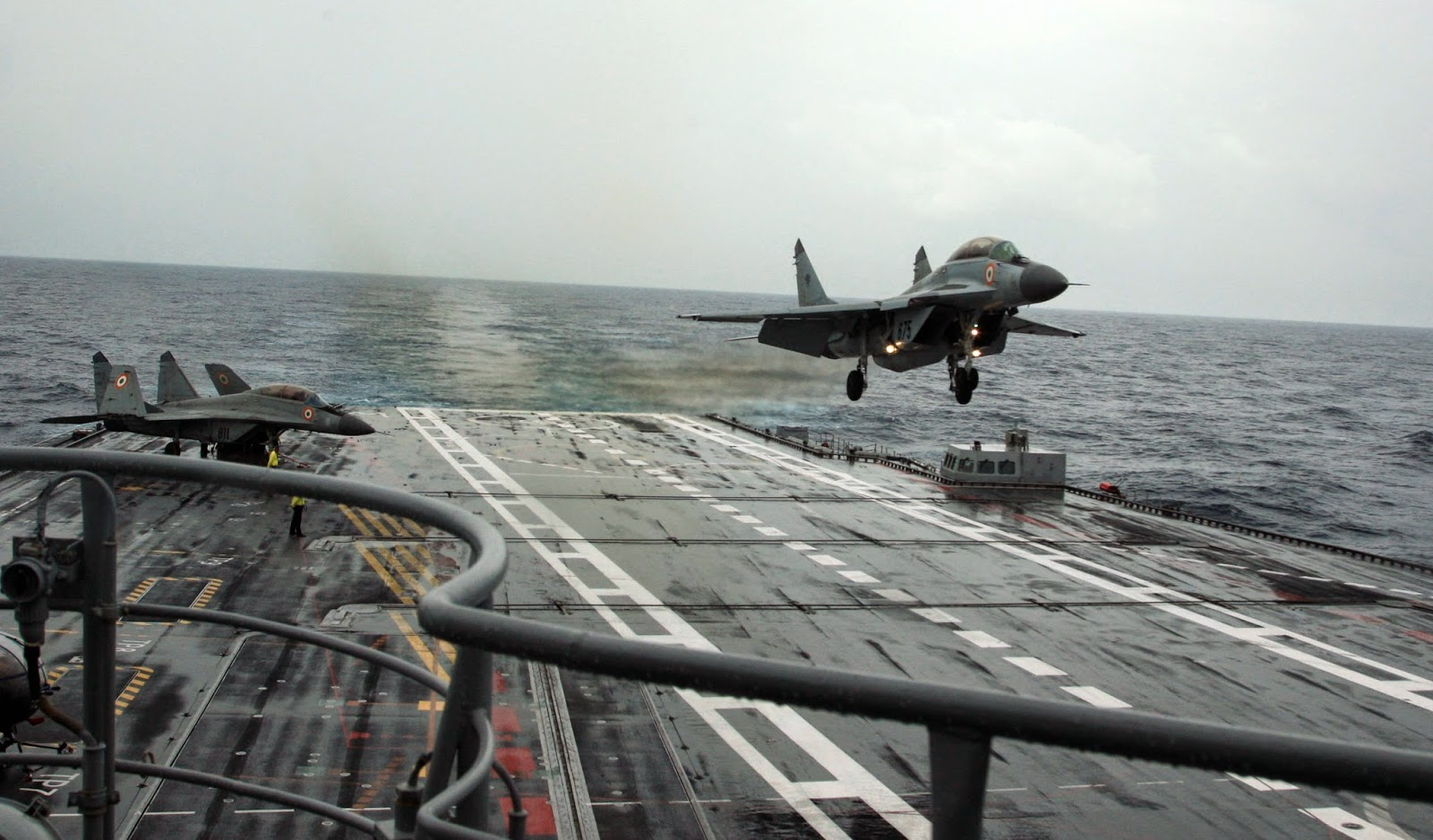
MiG-29K přistává na INS Vikramaditja

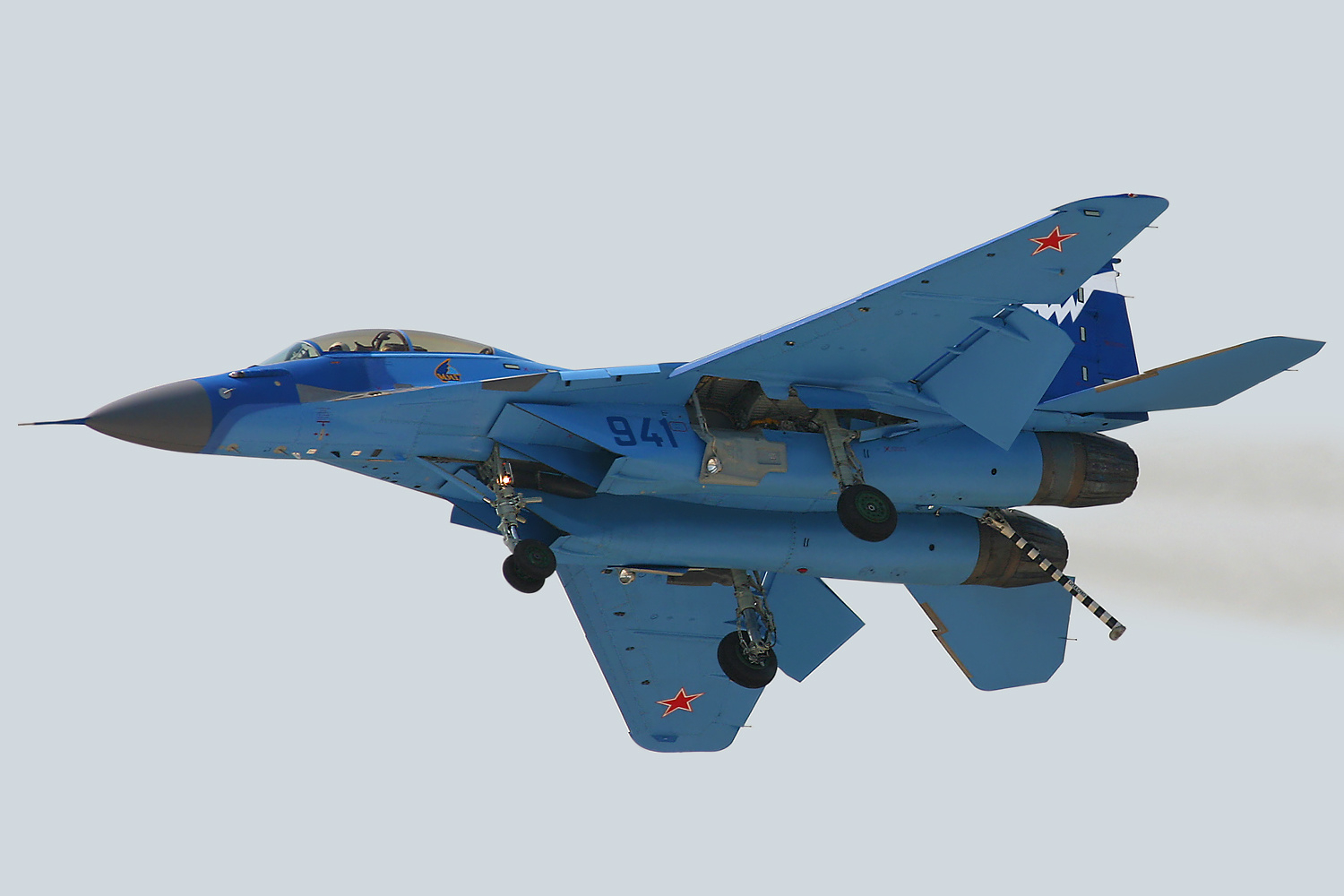
MiG-29K s dobře viditelným brzdícím hákem

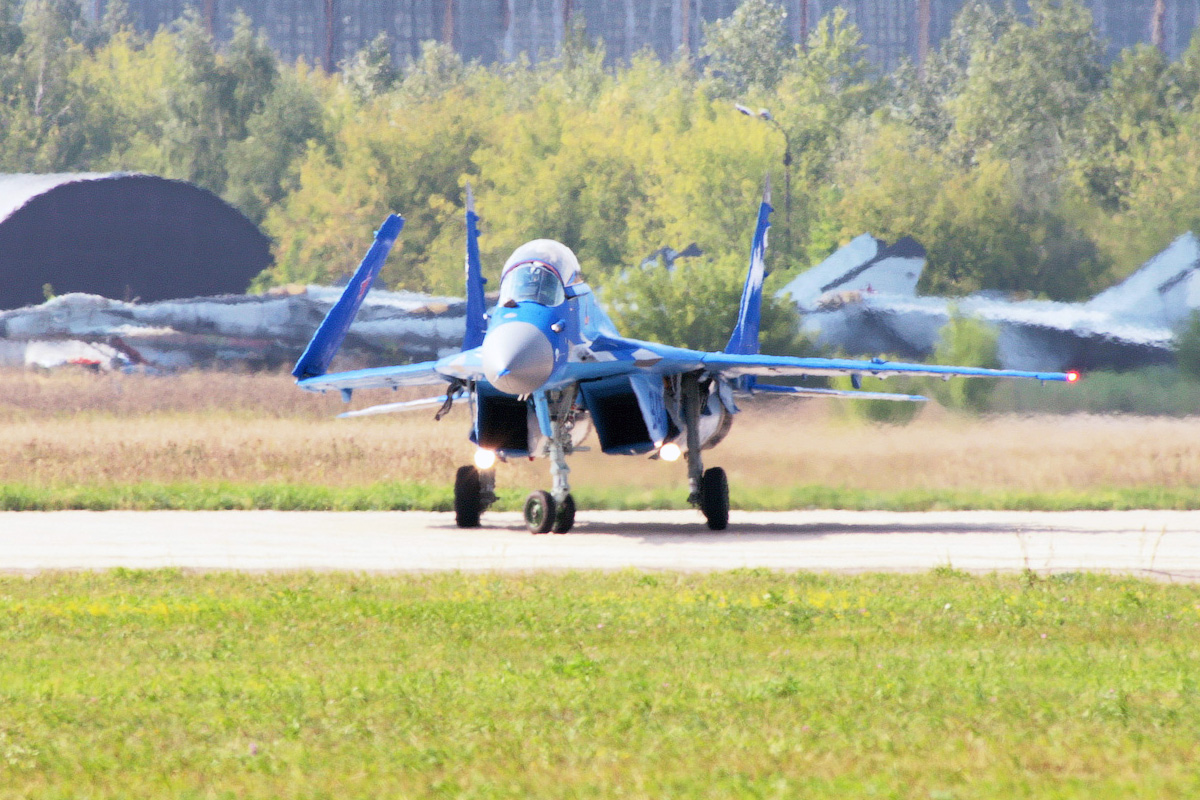
MiG-29K "salutuje" divákům na letecké show MAKS 2007

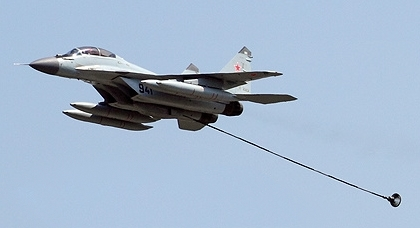
MiG-29K v roli vzdušného tankeru

Na přelomu 70. a 80. let 20. století si sovětská armáda uvědomila potřebu nové letadlové lodi, která by byla schopna nést moderní nadzvukové stíhací letouny. Letadla s kolmým vzletem Jakovlev Jak-38, která v té době sloužila na letadlové lodi Minsk, nedisponovala uspokojivými letovými vlastnostmi, ani dostačující výzbrojí a avionikou. Proto se do rozpracování konceptů nových palubních stíhaček pustili v konstrukčních kancelářích Suchoj a Mikojan. Zatímco Suchoj přišel s projektem Su-27K určeným k vybojování vzdušné převahy, koncept MiGu představoval sice lehčí, ale zato víceúčelový stíhací letoun. Prototyp MiG-29KVP, který vycházel z MiGu-29M, absolvoval svůj první let v srpnu 1982. Od původního MiGu-29 se lišil novým podvozkem a sklopnými křídly s větší nosnou plochou.
Vývoj MiG-29K (produkt 9-31), který konstrukčně vycházel z MiGu-29KVP, byl zahájen v roce 1984 po vedením hlavního konstruktéra R. A. Beljakova. Po čtyřech letech vývojových prací byly vyrobeny první dva prototypy, z nichž jeden vzlétl 23. června 1988. V září a říjnu 1989 absolvoval MiG-29K na pozemním komplexu Nitka testy, které potvrdily schopnost letadla vzlétnout z letadlové lodi. Dne 1. listopadu 1989 se přistoupilo k „ostrým“ pokusům na palubě letadlové lodi, které podstoupila „devětadvacítka“ spolu s novým strojem z kanceláře Suchoj. První přistání uskutečnil V. G. Pugačev s letadlem Su-27K a hned po něm úspěšně přistál i T. O. Aubakirov na MiG-29K. Večer téhož dne zaznamenal Aubakirov s MiGem-29K další úspěch, když se poprvé s letadlem vznesl z odrazového můstku lodi Tbilisi. I když MiG-29K za svým soupeřem z dílny Suchoj ve vývoji nezaostával a úspěšně absolvoval všechny letové zkoušky, vítězem v této soutěži se nakonec stal Su-27K, později označený Su-33.
Po tomto neúspěchu se sice MiG-29K ještě dostal několikrát do vzduchu, ale 28. srpna 1992 absolvoval na dlouhou dobu svůj poslední let. Následujících pět let byl představen na několika leteckých show, ale jen jako statická ukázka.
Přestože se týmu ze společnosti MiG nepodařilo v devadesátých letech získat státní zakázku, v roce 2004 dostal tento úspěšný projekt druhou šanci, když byla 20. ledna podepsána smlouva s Indií. Indické námořnictvo objednalo pro svou letadlovou loď INS Vikramaditya 12 jednomístných MiG-29K a 4 cvičné dvoumístné MiG-29KUB. V případě verze MiG-29KUB šlo v podstatě o neexistující letadlo, jehož vývoj bylo třeba dotáhnout do konce. Tento cvičný stroj vznikl nakonec mírnou úpravou MiG-29K a dne 20. ledna 2007 absolvoval svůj první let. Sériová výroba strojů MiG-29K/KUB se rozběhla v roce 2008 a první dodávky indickému námořnictvu začaly následující rok. Vzhledem k tomu, že proškoleni indičtí piloti hodnotili kvalitu letadel velmi pozitivně, objednala Indie v roce 2010 dalších 29 strojů v hodnotě 1,2 mld. amerických dolarů. Indické námořnictvo zařadilo letadla MiG-29K do služby v průběhu roku 2010.
Do ruského námořnictva byly stroje MiG-29K/KUB zavedeny 1. července 2016, kdy byla na palubě jediné ruské letadlové lodi Admiral Kuzněcov (ex Tbilisi) zformována první letka. Z paluby této lodi operují ve smíšeném křídle spolu se stíhačkami Su-33.
K roku 2025 zůstávalo ve službě v indickém námořnictvu 40 letounů MiG-29K/KUB, přičemž dle odhadů byla polovina provozuschopných. Kromě letadlové lodě INS Vikramaditya se staly součástí výzbrojě nové letadlové lodě INS Vikrant (R11). V provozu letouny dlouhodobě trápí nízká provozní spolehlivost, časté poruchy a dlouhé časy oprav. Roku 2025 Indie jako náhradu MiG-29K/KUB objednala francouzské palubní letouny Rafale M.

## Konstrukce

### Drak

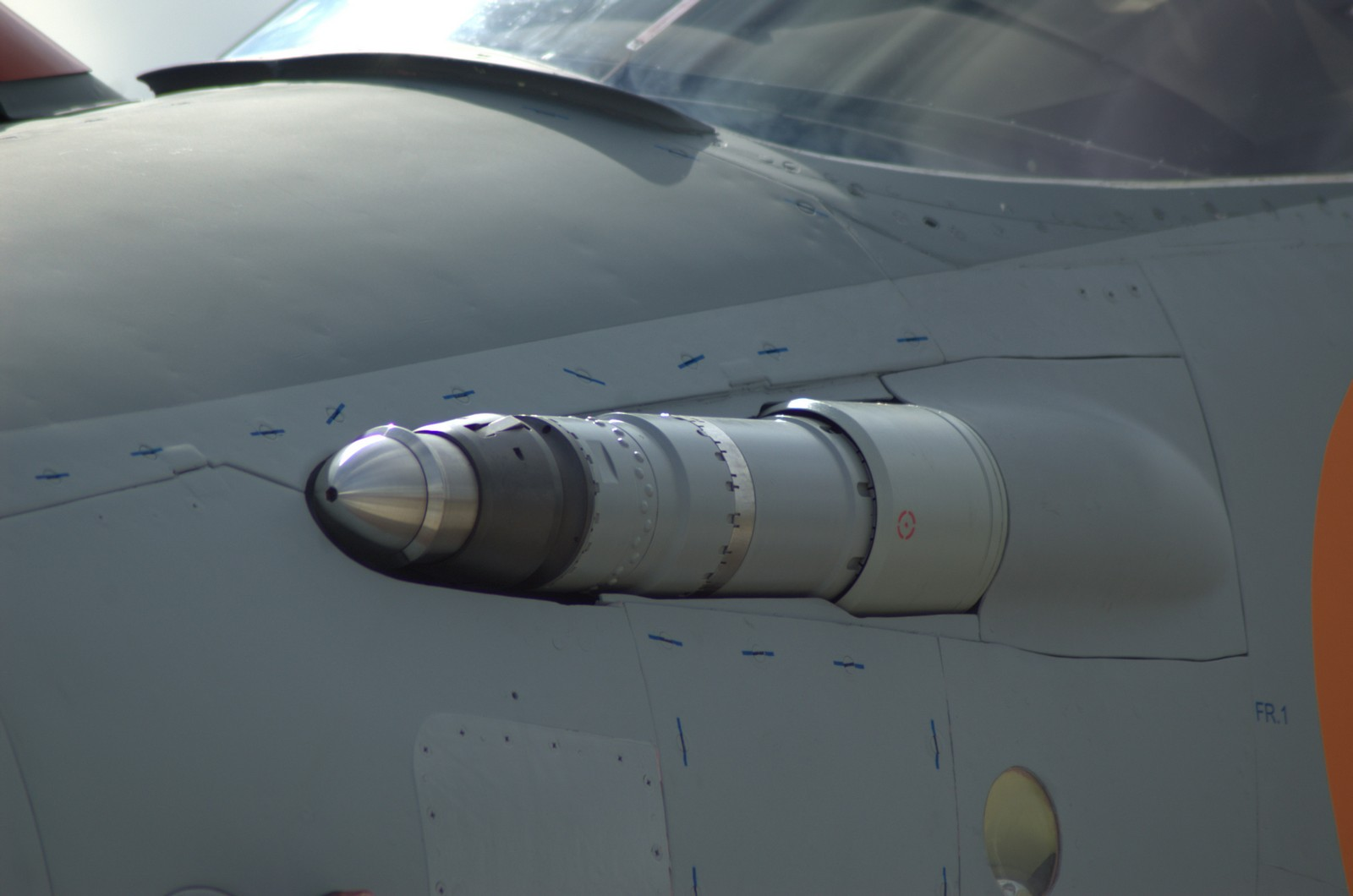
Tankovací nástavec

Vylepšený a zesílený drak letadla tvoří asi z 15% kompozitní materiály. Radarový odraz letadla se oproti původnímu MiGu-29 snížil 4 až 5krát.
Křídla mají rozpětí 11,99 m, což je o 63 cm více než u původního MiGu-29. To konstruktérům umožnilo umístit pod křídla o jeden pár závěsníků navíc, čímž se zvýšila možnost nést celkem až 8 kusů výzbroje. Skládací křídlo se zvětšenou nosnou plochou poskytuje také lepší vlastnosti při vzletu a přistání.
Schopnost tankování paliva za letu zajišťuje nástavec, který je umístěn nalevo od kokpitu. Pokud je MiG-29K vybaven jednotkou PAZ-1MK, může fungovat jako vzdušný tanker a doplňovat palivo jiným letadlům.
V zadní části trupu pod tryskami motorů přibyl záchytný hák.

### Kokpit
Kabina pilota MiG-29K je vybavena třemi barevnými multifunkčními LCD displeji, v případě MiG-29KUB se v zadní části nacházejí další 4 displeje. Piloti používají helmy TopSight s integrovaným displejem od francouzské firmy Thales, kterými jsou vybaveni i francouzští piloti Dassault Mirage 2000-5F. Aby se minimalizoval reakční čas pilota při náročných bojových podmínkách, v kokpitu je využit koncept HOTAS (Hands-On-Throttle-And-Stick), tj. nejdůležitější ovládací prvky jsou umístěny na plynové a řídící páce. Řízení zajišťuje elektronický systém fly-by-wire se čtyřnásobným zálohováním.

### Avionika
Stíhačka má víceúčelový pulzní Dopplerovský radiolokátor Žuk-ME od firmy Fazotron-NIIR. Ve srovnání s předchozí generací radarů má Žuk-ME větší úhlové pokrytí, dvojnásobný detekční dosah, nižší hmotnost a vyšší spolehlivost. Radar dokáže sledovat 10 vzdušných cílů a navádět rakety na čtyři cíle najednou. Otevřená architektura standardu MIL-STD-1553B umožňuje instalaci nového vybavení nebo výzbroje v závislosti na potřebách zákazníka.
Před kokpitem v pravé části trupu se nachází infračervený průzkumný a zaměřovací systémem, jehož součástí je i laserový dálkoměr.

### Motory

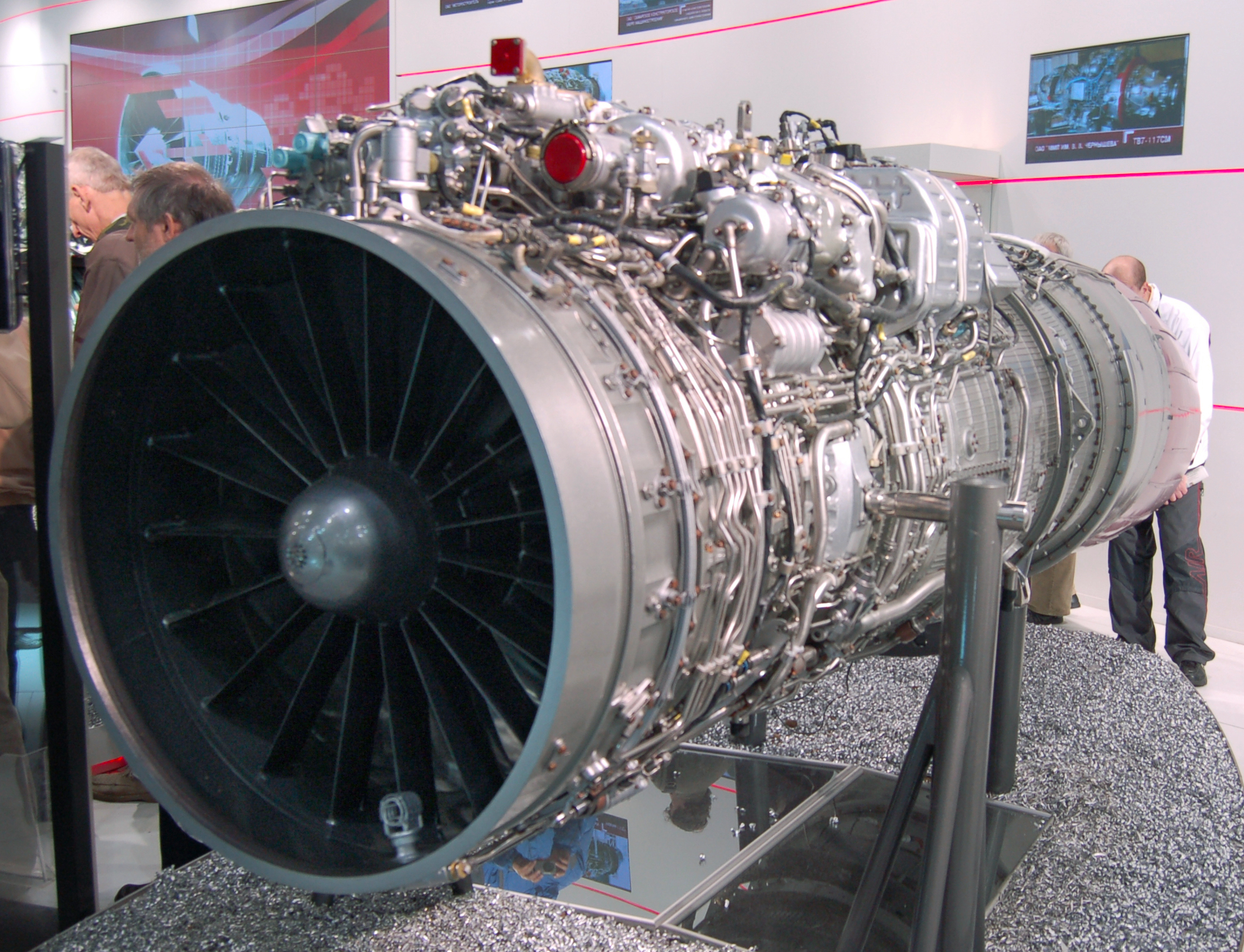
Dvouproudový motor Klimov RD-33MK

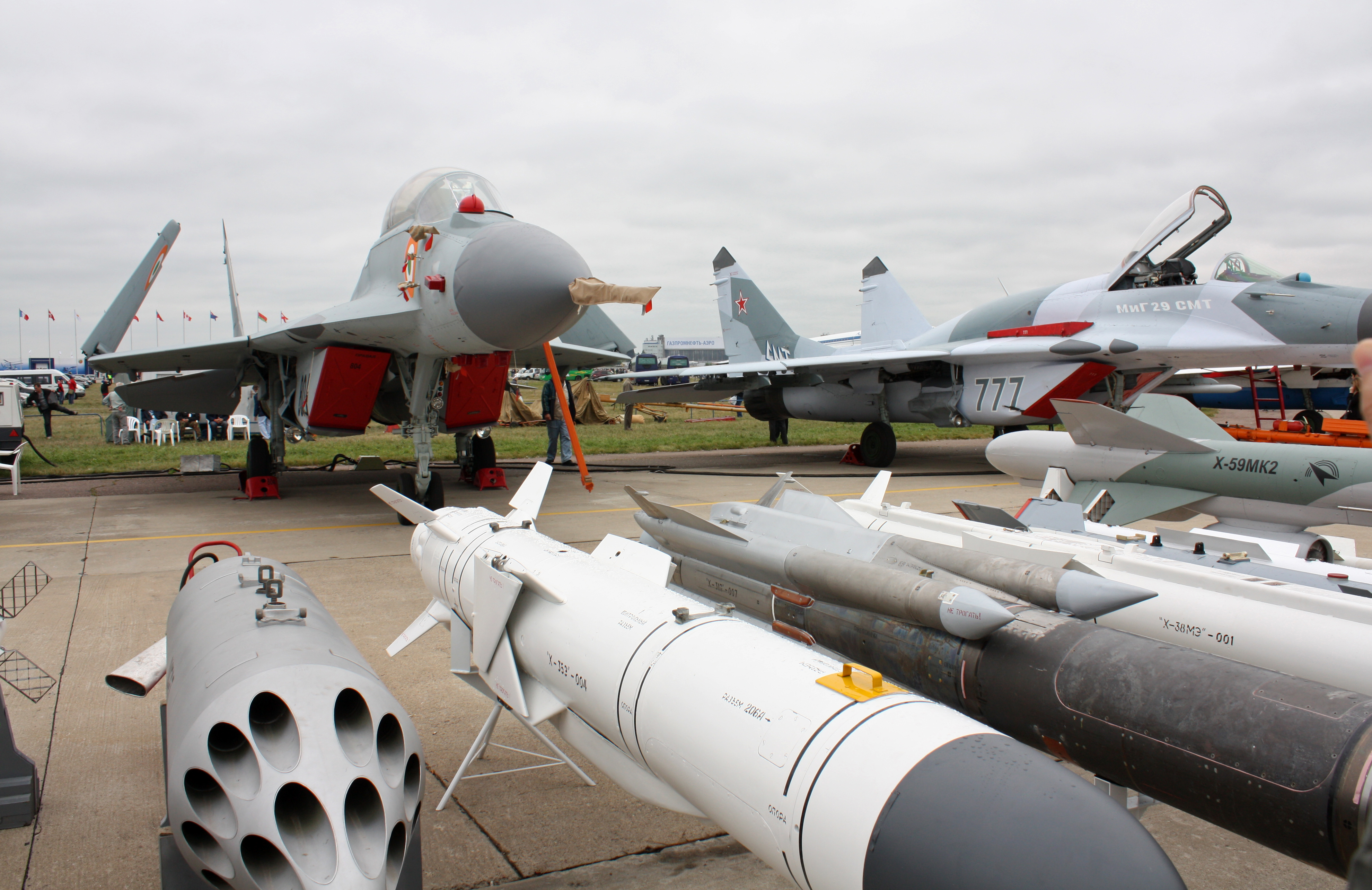
Výzbroj MiGu-29K

Pohon letadla zajišťují dva dvouproudové motory Klimov RD-33MK s přídavným spalováním. Každý z nich má tah při forsáži až 88,3 kN, což umožňuje MiGu-29K dosáhnout ve vysoké letové hladině maximální rychlost 2200 km/h. Stoupavost letadla je 330 m/s a stroj dokáže dosáhnout výšky 17 500 m nad mořem. Ve srovnání s RD-33K použitém v prototypech se životnost motoru zdvojnásobila a náklady na letovou hodinu se snížily zhruba 2,5krát.
Stroj má dolet 2000 km, při použití tří přídavných nádrží až 3000 km.

### Výzbroj
Obě varianty mají stejné palubní vybavení a zbraně. I když je dvoumístný MiG-29KUB určený především k výcviku pilotů, může provádět bojové mise, podobně jako jednomístný MiG-29K. Letadla MiG-29K/KUB mohou být proti vzdušným cílům vyzbrojena 8 raketami krátkého dosahu R-73 s infračervenou naváděcí hlavicí a doletem 40 km. V případě potřeby unesou 6 raket středního dosahu R-77 RVV AE s aktivním radarovým naváděním a doletem až 100 km. K ničení lodí mohou být tyto stroje vybaveny 4 podzvukovými střelami Ch-35 s dosahem 260 km nebo 4 nadzvukovými střelami Ch-31A s doletem 103 km. K útokům na pozemní cíle mohou být vyzbrojeny 4 pumami KAB-500Kr nebo protiradarovými střelami Ch-31P.

## Uživatelé
Indie: Na základě smluv z roku 2004 a 2010 indické námořnictvo získalo 45 letadel MiG-29K / KUB.
 Rusko: V únoru 2012 bylo objednáno 20 letounů MiG-29K a 4 dvoumístné MiG-29KUB, které byly do konce roku 2015 všechny dodané ruskému námořnictvu. Jednomu z MiGů-29K během nasazení v Sýrii selhal palivový systém, vysadily oba motory a zřítil se do Středozemního moře.

## Specifikace (MiG-29K)

### Technické údaje
- Posádka: 1
- Délka: 17,3 m
- Rozpětí: 11,99 m
- Výška: 4,4 m[13]
- Plocha křídel: 42 m²[14]
- Hmotnost prázdného letounu: 12 700 kg
- Vzletová hmotnost: 18 550 kg
- Maximální vzletová hmotnost: 24 500 kg
- Pohonná jednotka: 2 × dvouproudový motor Klimov RD-33MK s přídavným spalováním, každý s maximálním tahem 88,3 kN

### Výkony
- Maximální rychlost: 2200 km/ h (ve vysoké letové hladině), 1400 km/h (při zemi)
- Dolet: 2 000 km
- Přeletový dolet: 3000 km s 3 přídavnými nádržemi
- Dostup: 17 500 m
- Stoupavost: 330 m/s
- Plošné zatížení: 442 kg/m²
- Tah/Hmotnost: 0,97

### Výzbroj
- 1 × kanón GŠ-30-1 ráže 30 mm se zásobou 150 nábojů
- 8 závěsníků s nosností do 4500kg
  - Rakety vzduch-vzduch:
    - 8 x R-73E (AA-11 Archer)
    - 6 x R-77 RVV-AE (AA-12 Adder)

  - Rakety vzduch-země:
    - 4 x Ch-31P / Ch-31A
    - 4 x Ch-35

  - Pumy:
    - 4 x KAB-500Kr